# الاتحاد الملكي الهولندي لكرة القدم
الاتحاد الهولندي لكرة القدم (بالهولندية: Koninklijke Nederlandse Voetbalbond)‏ تأسس في عام 1889م وانضم إلى الاتحاد الدولي لكرة القدم في 1904م وانضم إلى الاتحاد الأوروبي لكرة القدم في 1954م.